# 瓦赫宁恩大学
瓦赫寧恩大學暨研究中心（荷蘭語：Wageningen Universiteit en Research centrum），簡稱瓦赫寧恩UR，縮寫WUR，是荷蘭14所研究型大學之一，被公認為歐洲生命科學領域的領航者。荷蘭高等教育指南亦毫不保留地將其列為榜首，彰顯其卓越的學術聲譽與卓越的研究成果。作為荷蘭農業自然和食品品質部唯一直接撥款的大學，瓦赫寧恩大學暨研究中心憑藉其卓越的科研實力，為農業與食品產業的發展作出了不可或缺的貢獻。與此同時，其他大學則仰賴荷蘭教育部的資助。這使荷蘭成為繼美國之後全球第二大農產品出口國，充分彰顯了瓦赫寧恩大學暨研究中心在農業領域的領導地位。
瓦赫寧恩大學是一所集研究、教學和培訓於一體的頂尖學府，由瓦赫寧恩大學、農業研究中心和萬豪-勞倫斯坦學院三個精彩部分組成。該大學坐落於荷蘭食品矽谷(Food Valley)瓦赫寧恩市(Wageningen)，而萬豪-勞倫斯坦學院則在東部寧靜的小鎮費爾普(Velp GLD)和北方充滿活力的城市吕伐登(Leeuwarden)設有分校區。自1918年成立以來，瓦赫寧恩大學一直以其卓越的學術成就和創新的研究聞名於世。現在，這所大學擁有約10,000名學生和6,500名教職員工，他們共同致力於塑造永續未來，持續推動社會與環境的進步。
瓦赫寧恩大學是荷蘭「農業」和「食品」領域的頂尖大學，同時也是世界上農業和食品領域最具威望的研究型機構。該大學與聯合國糧農組織展開了多項合作計劃，共同推動全球農業發展。瓦大在農業科學研究方面居於世界領先地位，其卓越成就獲得了包括《U.S. News》、《QS Ranking》和《ARWU Ranking》在內的三家世界知名大學學術排名機構的高度認可。在農業科學領域，瓦大名列全球第1；而在環境科學和生態學方面的研究機構中，排名全球第2；此外，該大學在動物科學和植物科學領域的排名也遙遙領先，位居全球第3。2021年，瓦赫寧恩大學在英國泰晤士報高等教育增刊《TIMES》的全球大學排名中位列第62位，《U.S. News》的全球最佳大学综合排名瓦大为第83名。

## 瓦赫宁恩大学

### 理学学士
瓦赫宁恩大学提供18个理学学士专业和课程(2005-2006)。教学语言是荷兰语和部分的英语。有的专业则提供纯英语授课。课程一般每年9月开始，通常情况下学制为36个月，在修满180学分的情况下可以申请毕业。专业涉及经济和社会学，自然和环境学以及动物植物领域。
| 经济和社会方向 - 商业和消费者研究 - 经济和政策学 - 国际发展研究 | 健康卫生方向 - 健康卫生和社会学 - 营养学 | 工程学方向 - 农业技术 - 生物工程学 - 食品工程学 - 分子生命科学 | 自然与环境方向 - 林业和自然环境保持 - 国际水土保持 - 景观建筑和空间设计 - 环境科学 | 动物和植物方向 - 生物学 - 动物科学 - 植物科学 |

### 理学硕士
瓦赫宁恩大学提供多方面理学硕士的专业与课程，教学语言为英语和荷兰语。课程一般每年9月开始，通常情况下学制24至30个月，在修满120学分的情况下可以申请毕业。每个专业又分不同的研究方向。
| - 国际发展研究 - 休闲旅游与环境 - 农业生态与社会发展管理 - 动物学与农业 - 林业与自然保护 - 绿地建筑与规划 - 城市环境管理 - 管理经济与消费者研究 - 农业生物资源工程 - 食品技术 - 土地系统科学 - 环境科学 - 水文与水质量 - 气象与空气质量 | - 土壤学 - 传媒学 - 食品安全 - 营养与健康 - 生物信息学 - 生物技术 - 分子科学 - 生物科学 - 地理信息科学 - 国际土地与水管理 - 有机农业 - 植物生物技术 - 植物学 - 食品质量管理 |

### 博士项目
瓦赫宁恩大学的博士项目一般需要四年时间, 四年的博士项目由一小部分的课程和专项课题研究组成, 其中课程部分约占项目总量的15%。

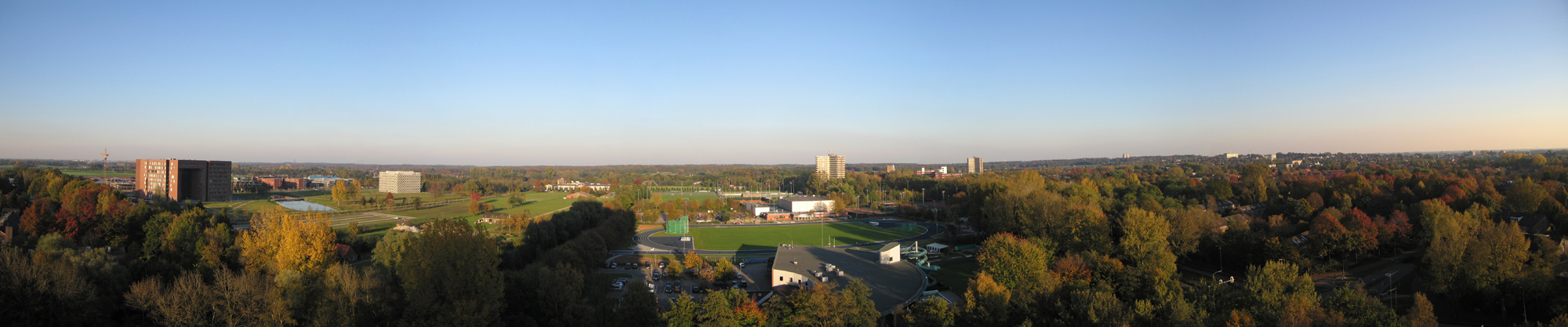
瓦赫宁恩大学全景图

## 研究中心
瓦赫宁恩大学研究中心是由以下几个学会和研究所组成的：
- 农业经济调查研究所(LEI)
- 农业技术和食品科学学会(AFSG)
- 绿色世界研究所(ALTERRA) ，研究所致力于环境的可持续利用，像动植物、土壤、水、环境、地理信息和遥感、景观和空间设计、人与社会等问题只是研究所在国际所做研究的一小部分。“Alterra”表示“整个地球”。“alter”是“改变”的意思，“terra”指“土地”，合在一起表示我们一直在寻找处理环境和社会问题的新方式。Alterra在对自然、景观设计和自然资源可持续利用问题的争论中扮演着重要角色。另外，还从事不同水平，也就是地方、国家、国际上的政策制定和管理。运用切实可行的专业知识和技术快速妥善地解决实际问题。价值和标准尤为重要，特别是那些社会争议问题，比如，杀虫剂使用、天然气开采，和自然地区大面积改造。研究中心把专业性，独立性和整体性放在首位。为了保证研究工作处于最佳状态，Alterra配备有多种设施，像生物实验室、数据库、国内外土壤信息以及DNA技术资料。Alterra由五个研究中心组成，包括土壤科学、水和气候、地理信息、以及景观和生态中心，共有超过400名研究人员。另外还有市场，信息交流，人力资源，财务，和设备服务部门作支撑。Alterra 所级领导：所长- ir. C.T. Slingerland 博士 教授、行政所长-Drs. W.J.M. Hoogendoorn-Beks博士、中国区项目主管- Drs. W.B. Harms 博士。[9][9]
- 土地开垦和改进国际研究所(ILRI)
- 动物科学学会(ASG)
- 应用植物研究所(PPO)
- 动物疾病控制中心研究所(CIDC-Lelystad)
- 国际农业中心(IAC)
- 国际植物研究所(PRI)
- 食品安全研究所（RIKILT）

## 著名校友
| - Nadine Visser - Reinier van den Berg - Jan Just Bos - Gerrit Braks - Staf Depla - Jeroen Dijsselbloem - Willem Hilbrand van Dobben - Edith Feskens - Louise Fresco - Volkert van der Graaf - Wilbert Hetterscheid - Gerrit Hiemstra | - Piet de Jong (dendrologist)\|Piet de Jong - Martijn Katan - Ruud Koopmans - Ferdinand Anton Langguth Oliviera - Joan Leemhuis-Stout - Gatze Lettinga - Helga van Leur - Tinka Murk - Jan Odink - Theo Quené - Rudy Rabbinge - Ramsewak Shankar | - Bernard Slicher van Bath - Willie Smits - Harry Snelders - Katja Staartjes, first Dutch woman on Mount Everest - Jan-Benedict Steenkamp - Onno van der Stolpe, Galapagos Genomics首席执行官 - Rob Urgert - Jan Valckenier Suringar - Cees Veerman - Louise Vet | - Joris Voorhoeve - Anne Vondeling - Marijke Vos - Willem de Vos (academic) - Henk Vredeling - Simon Vroemen - Karel Vuursteen, 喜力啤酒首席执行官 - Clive West - Onno Wijnands - Hendrik de Wit - Grietje Zeeman |

## 画廊

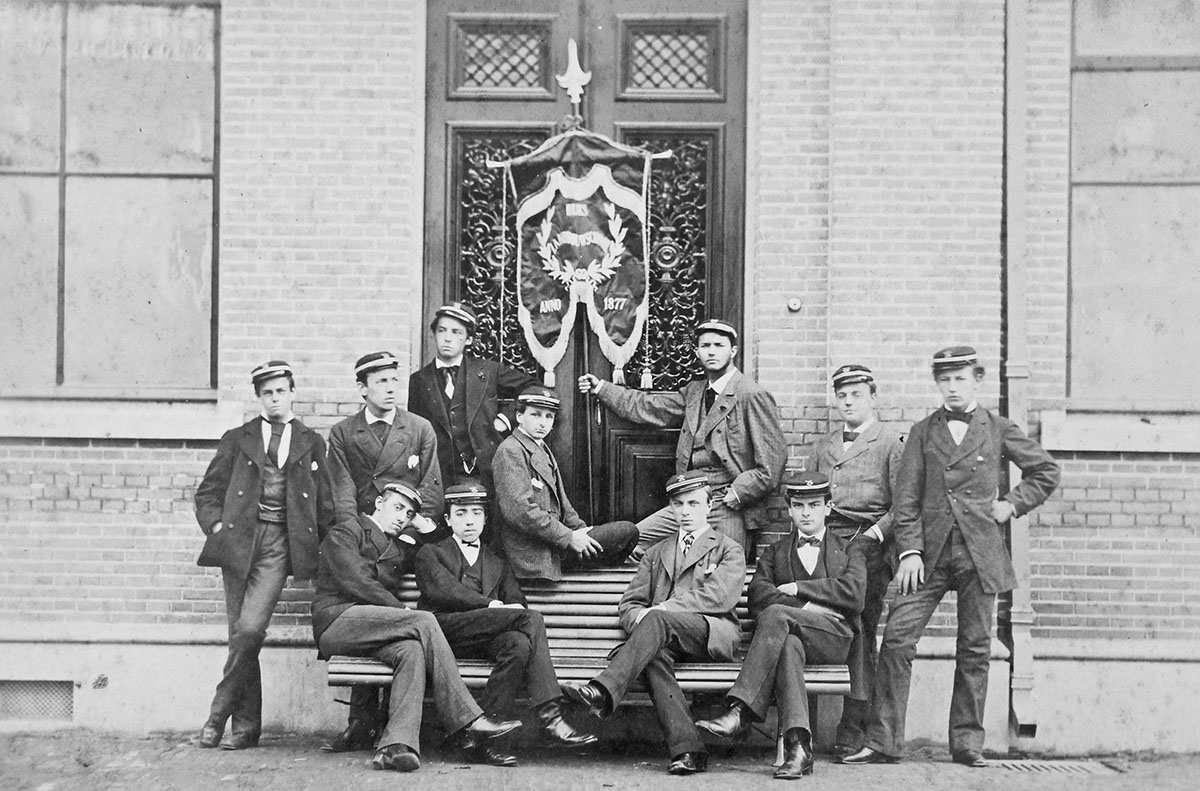
1879年，第一批拿着旗帜站在瓦赫宁恩大学主教学楼前的学生
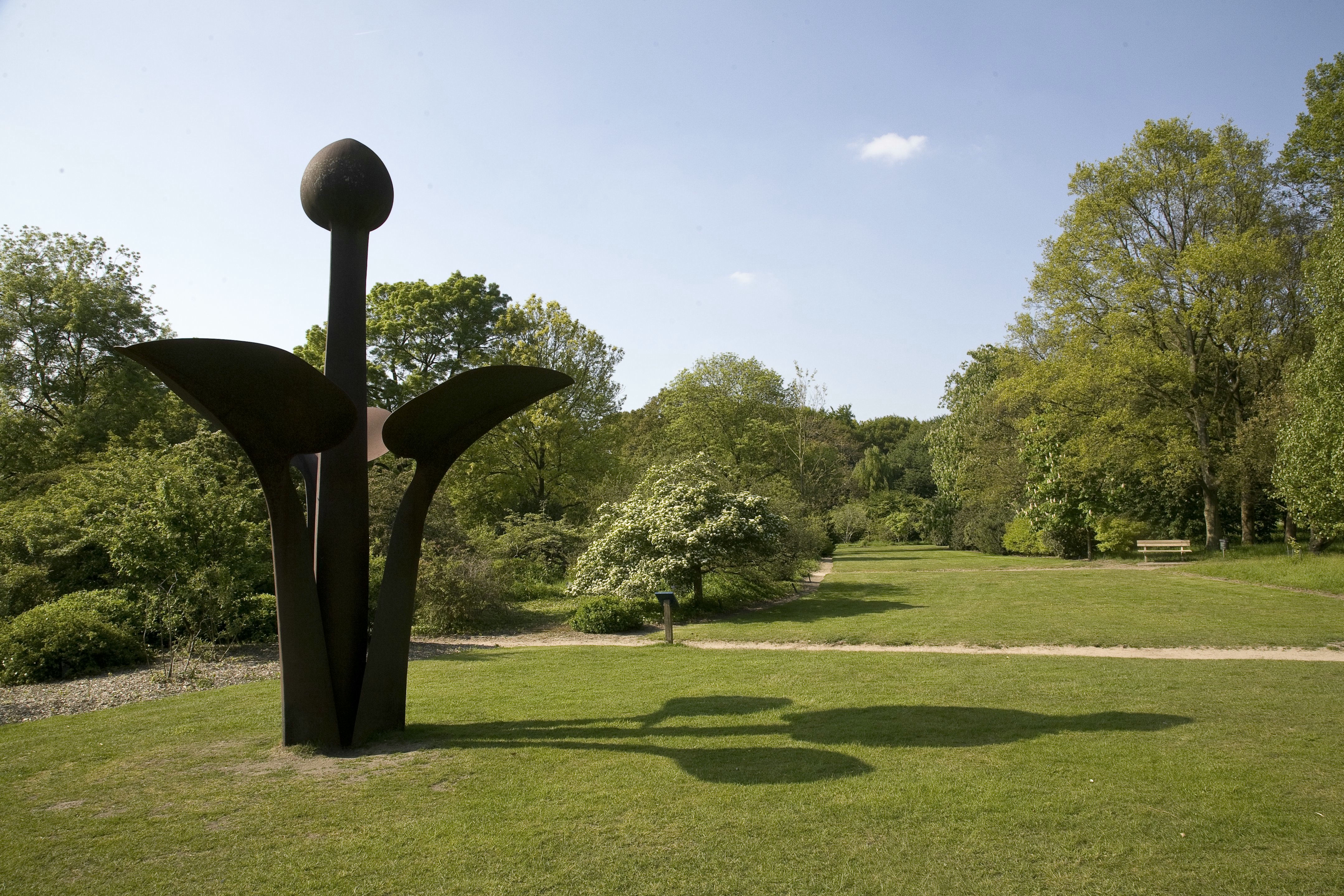
植物园
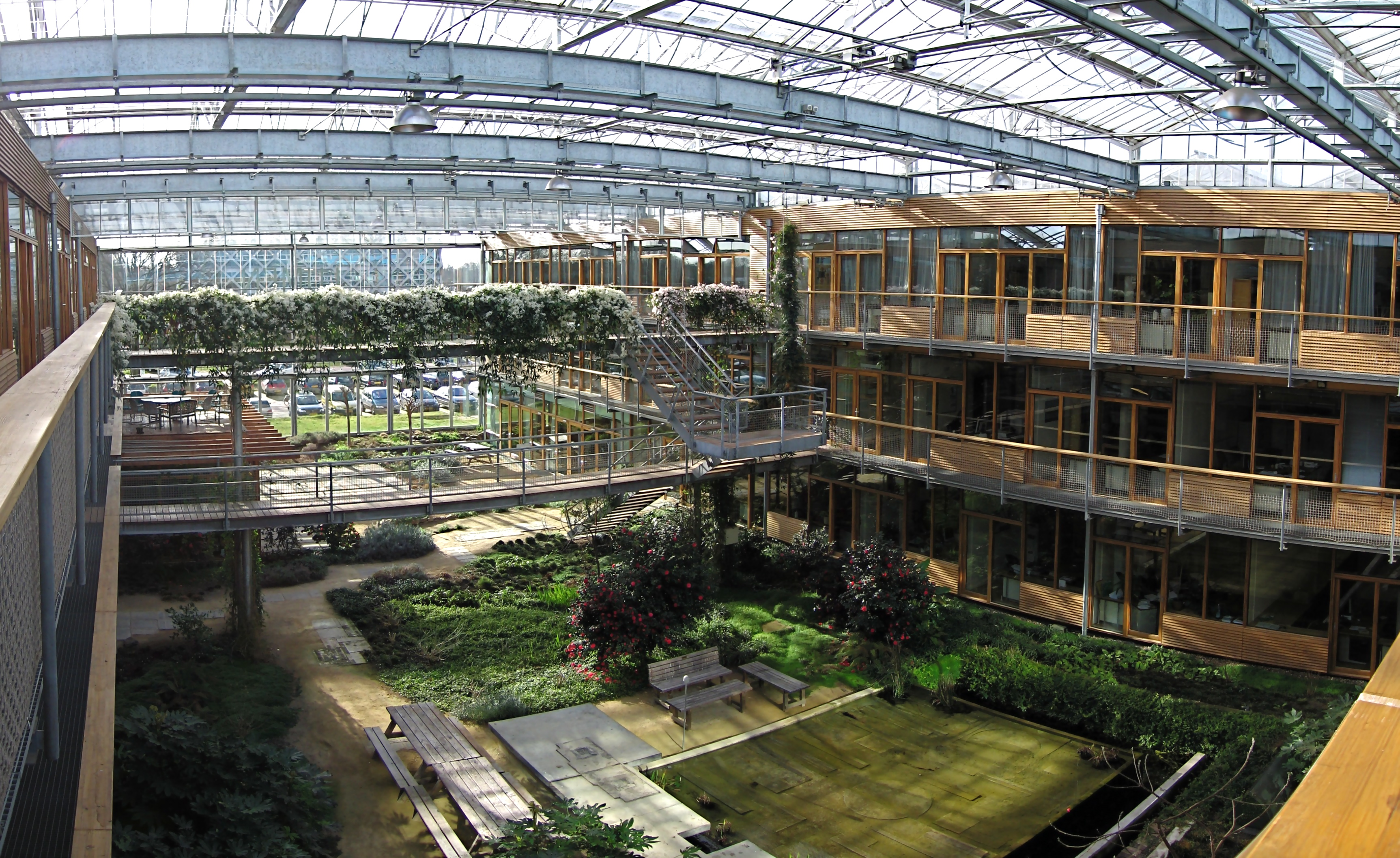
温室Lumen建筑全景图
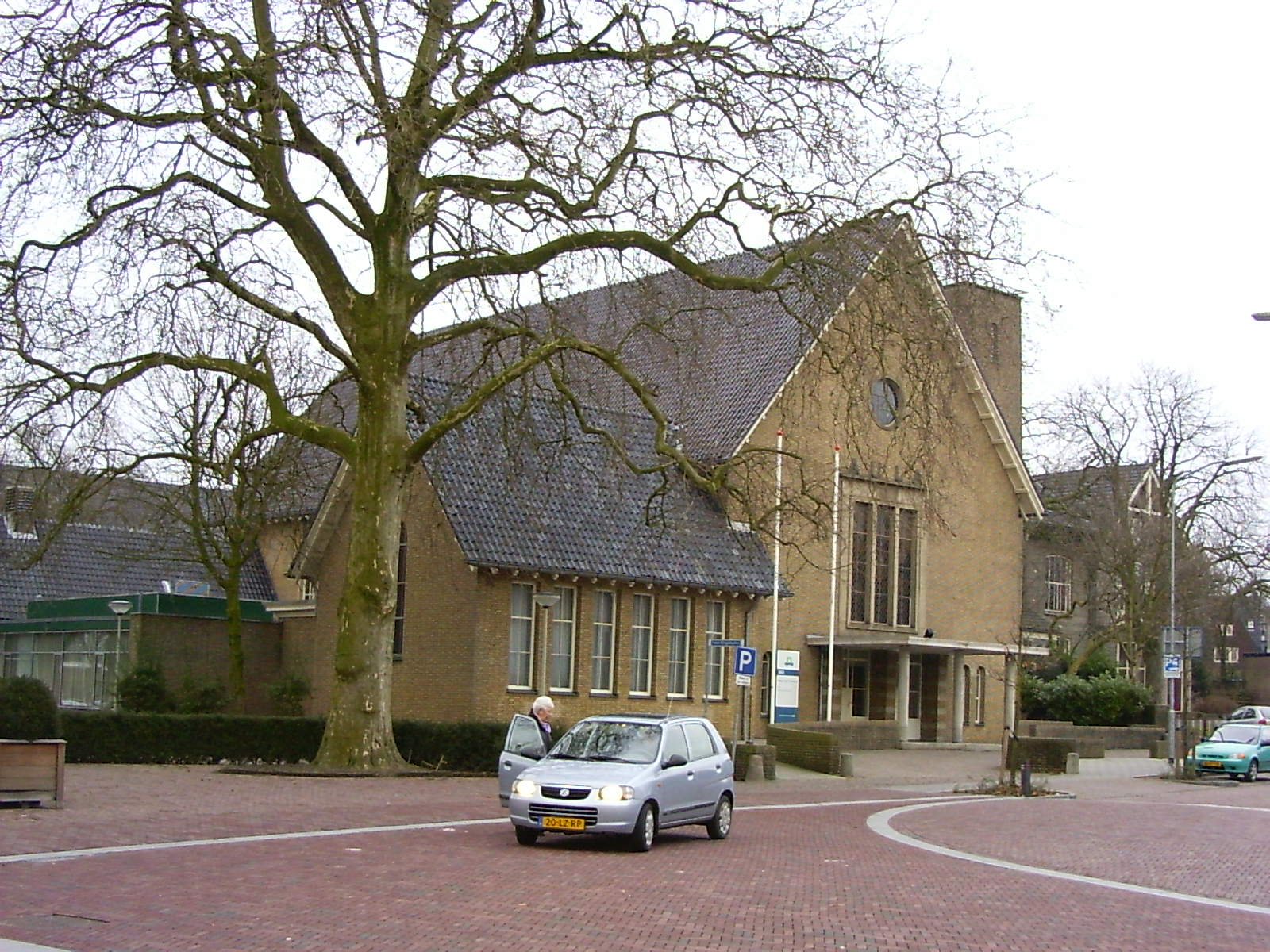
瓦赫宁恩大学礼堂
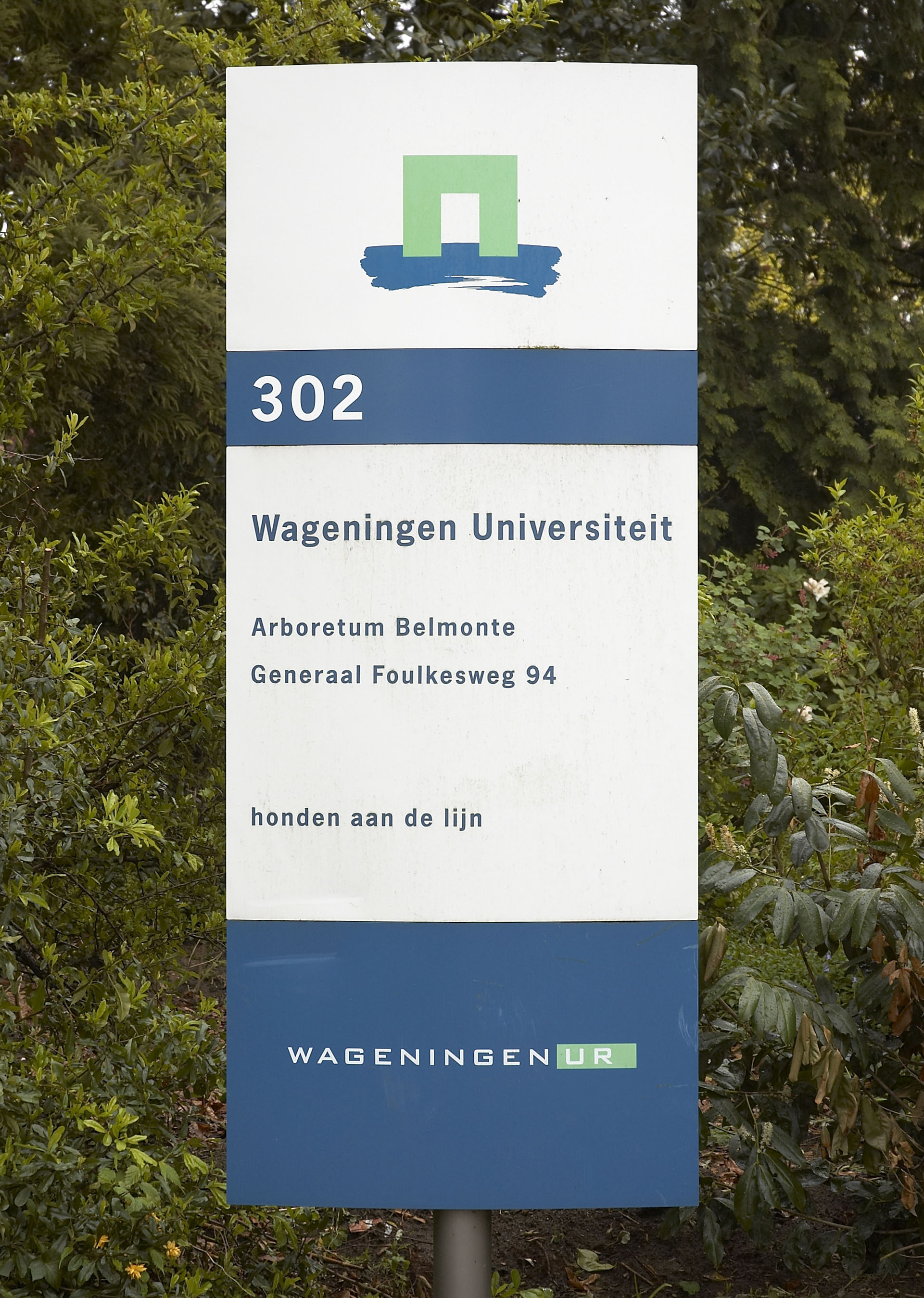
瓦赫宁恩大学教学楼标志